# Ерощенко, Сергей Владимирович
Сергей Владимирович Ерощенко (род. 28 мая 1961, Черемхово, Иркутская область) — российский государственный деятель, бизнесмен. Губернатор Иркутской области (29 мая 2012 — 13 мая 2015), временно исполняющий обязанности Губернатора Иркутской области с 13 мая 2015 года, 27 сентября 2015 года проиграл выборы представителю КПРФ Левченко Сергею Георгиевичу.

## Биография

### Семья
Сергей Ерощенко родился 28 мая 1961 года в городе Черемхово в семье шахтёра, начальника участка Владимира Николаевича Ерощенко и Галины Александровны Ерощенко, которая работала на шахте, птицефабрике и хлебозаводе. Старший брат Николай Ерощенко (1957—2002) — сотрудник КГБ до 1992 года, затем — предприниматель, c 1997 года — заместитель главы администрации Иркутской области, глава представительства Иркутской области в городе Москве.
Сергей Ерощенко женат, жена — Татьяна Александровна Ерощенко. Сергей Владимирович имеет двух сыновей и одну дочь.
Старший сын — Владимир Сергеевич Ерощенко (род. 30 июля 1984 года), соучредитель ЗАО «Строительная компания „Альянс“», директор АО «Строительная компания „Истлэнд“», директор ООО «Байкал-Оптима».
Дочь — Анна Сергеевна Ерощенко, владелец Восточно-Сибирского речного пароходства.
Младший сын — Сергей, в сентябре 2015 года пошёл в первый класс школы.
Старший внук — Лука, в сентябре 2015 года пошёл в первый класс школы.

### Образование
В 1983 году Сергей Ерощенко окончил физический факультет Иркутского государственного университета с отличием.
С 1983 года по 1985 год в качестве стажера-исследователя работал в Иркутском институте органической химии Сибирского отделения Академии наук СССР.
С 1985 по 1995 год в том же научном учреждении занимал должности младшего научного сотрудника, затем научного сотрудника и старшего научного сотрудника.
В июне 1992 года Сергей Ерощенко стал заведующим лабораторией Физической химии природного сырья Иркутского института органической химии СО АН СССР.

### Предпринимательская деятельность
В 1994 году Сергей Ерощенко стал одним из основателей компании «Истлэнд», совместно со старшим братом Николаем. В состав компании входило более 50 предприятий, действующих в Иркутской области и других регионах России. Основные направления деятельности компании: угледобыча, строительство, судостроение, транспорт, туризм. В 1996—2000 году Сергей Ерощенко был генеральным директором ЗАО «Истлэнд».
С 2000 по 2001 год Сергей Ерощенко занимал должность председателя Совета директоров в ОАО «Востсибуголь».
В 2011 году он вступил в ряды партии «Правое Дело» в Иркутской области и возглавил её, а на президентских выборах 2012 года был доверенным лицом кандидата Михаила Прохорова.

### Губернатор Иркутской области
18 мая 2012 после досрочной отставки предыдущего губернатора Иркутской области Дмитрия Мезенцева, указом президента России Владимира Путина Сергей Ерощенко назначен исполняющим обязанности губернатора Иркутской области.
23 мая 2012 года «Единая Россия» предложила три кандидатуры на должность губернатора Иркутской области: Сергей Ерощенко, ректор Байкальского университета Михаил Винокуров и федеральный инспектор Пётр Огородников. 24 мая Владимир Путин внёс на рассмотрение Законодательного собрания Иркутской области кандидатуру Сергея Ерощенко для наделения его полномочиями губернатора.
29 мая 2012 на внеочередной сессии Законодательного собрания Иркутской области депутаты утвердили кандидатуру Сергея Ерощенко на должность губернатора.
Сергей Ерощенко утвердил новую стратегию развития Иркутской области, основой которой стало развитие промышленности, получившую название «вторая индустриализация».
С 28 июля 2012 по 22 февраля 2013 — член президиума Государственного совета Российской Федерации.
По сообщениям СМИ, став госслужащим, Сергей Ерощенко переписал свои бизнес-активы на близких родственников: так, строительная компания была передана сыну, дочь стала курировать холдинг «Истлэнд» и туристический бизнес, жена — земельные вопросы, авиакомпанию «Ангара» и Восточно-Сибирское речное пароходство.

#### Выборы губернатора Иркутской области
13 мая 2015 года, в связи с собственным заявлением о досрочном прекращении полномочий, был освобождён от занимаемой должности Указом президента России и назначен временно исполняющим обязанности Губернатора Иркутской области.
13 сентября 2015 года в единый день голосования прошли выборы губернатора Иркутской области. По их итогам Сергей Ерощенко набрал 49,6 % и вышел во второй тур, как и его ближайший соперник, кандидат от КПРФ Сергей Левченко.
27 сентября 2015 года во втором туре проиграл Сергею Левченко. Исполнял обязанности до 2 октября 2015.